# National Football League 2023-2024 (Ruanda)
La National Football League 2023-2024 è stata la quarantasettesima edizione della massima divisione del campionato ruandese di calcio. Il campionato è iniziato il 18 agosto 2023 ed è terminato il 12 maggio 2024.
L'APR è la squadra campione in carica, avendo vinto il suo ventunesimo titolo nazionale nell'edizione 2022-2023, e si è riconfermato campione nella stagione 2023-2024.

## Stagione

### Novità
Al termine della scorsa stagione sono state inizialmente retrocesse in Second Division Rutsiro e Espoir, ultime due classificate. Al loro posto sono state promosse Amagaju e Etoile de l'Est.

### Formula
Le 16 squadre partecipanti giocano un girone all'italiana con partite di andata e ritorno, per un totale di 30 giornate. Al termine della stagione, la prima classificata è campione del Ruanda e si qualifica per la CAF Champions League 2024-2025, mentre la seconda classificata si qualifica per la Coppa della Confederazione CAF 2024-2025. Le ultime due classificate vengono invece retrocesse in Second Division.

## Squadre partecipanti
| Squadra               | Città     | Stagione precedente             |
| --------------------- | --------- | ------------------------------- |
| Amagaju               | Gikongoro | Second Division                 |
| APR                   | Kigali    | Campione del Ruanda             |
| Bugesera              | Nyamata   | 13° in National Football League |
| Etincelles            | Gisenyi   | 7° in National Football League  |
| Etoile de l'Est       | Kibungo   | Second Division                 |
| Gasogi Utd            | Kigali    | 8° in National Football League  |
| Gorilla               | Kigali    | 9° in National Football League  |
| Kigali                | Kigali    | 4° in National Football League  |
| Kiyovu Sports         | Kigali    | 2° in National Football League  |
| Marines               | Gisenyi   | 12° in National Football League |
| Muhazi United         | Rwamagana | 14° in National Football League |
| Mukura Victory Sports | Butare    | 6° in National Football League  |
| Musanze               | Musanze   | 10° in National Football League |
| Police                | Kigali    | 5° in National Football League  |
| Rayon Sports          | Kigali    | 3° in National Football League  |
| Sunrise               | Nyagatare | 11° in National Football League |

## Classifica
|                   | Pos. | Squadra               | Pt | G  | V  | N  | P  | GF | GS | DR  |
| ----------------- | ---- | --------------------- | -- | -- | -- | -- | -- | -- | -- | --- |
| Ruanda (bandiera) | 1.   | APR                   | 68 | 30 | 19 | 11 | 0  | 47 | 17 | +30 |
|                   | 2.   | Rayon Sports          | 57 | 30 | 17 | 6  | 7  | 42 | 25 | +17 |
|                   | 3.   | Musanze               | 53 | 30 | 16 | 5  | 9  | 34 | 24 | +10 |
|                   | 4.   | Mukura Victory Sports | 47 | 30 | 13 | 8  | 9  | 39 | 32 | +7  |
|                   | 5.   | Kigali                | 45 | 30 | 12 | 9  | 9  | 26 | 25 | +1  |
|                   | 6.   | Kiyovu Sports         | 44 | 30 | 11 | 11 | 8  | 38 | 33 | +5  |
|                   | 7.   | Police                | 39 | 30 | 12 | 3  | 15 | 35 | 34 | +1  |
|                   | 8.   | Amagaju               | 39 | 30 | 10 | 9  | 11 | 30 | 31 | -1  |
|                   | 9.   | Gasogi Utd            | 36 | 30 | 10 | 6  | 14 | 31 | 34 | -3  |
|                   | 10.  | Gorilla               | 35 | 30 | 9  | 8  | 13 | 26 | 33 | -7  |
|                   | 11.  | Marines               | 35 | 30 | 9  | 8  | 13 | 32 | 42 | -10 |
|                   | 12.  | Muhazi United         | 33 | 30 | 7  | 12 | 11 | 21 | 29 | -8  |
|                   | 13.  | Bugesera              | 32 | 30 | 7  | 11 | 12 | 37 | 36 | +1  |
|                   | 14.  | Etincelles            | 32 | 30 | 8  | 8  | 14 | 35 | 44 | -9  |
|                   | 15.  | Sunrise               | 32 | 30 | 9  | 5  | 16 | 25 | 40 | -15 |
|                   | 16.  | Etoile de l'Est       | 31 | 30 | 9  | 4  | 17 | 20 | 39 | -19 |

Legenda
      Campione del Ruanda e ammessa alla CAF Champions League 2024-2025.
      Ammessa alla Coppa della Confederazione CAF 2024-2025.
      Retrocessa in Second Division 2024-2025.
Note:
Tre punti a vittoria, uno a pareggio, zero a sconfitta.